# John Wiltshire
Jean-Robert Wiltshire (né le 20 janvier 1952) est un joueur de cricket de l'équipe Nouvelle-Zélande domestique qui a joué pour Auckland et les Quartiers Centraux , entre 1974 et 1984.